# Palazzo Filangieri d’Arianello

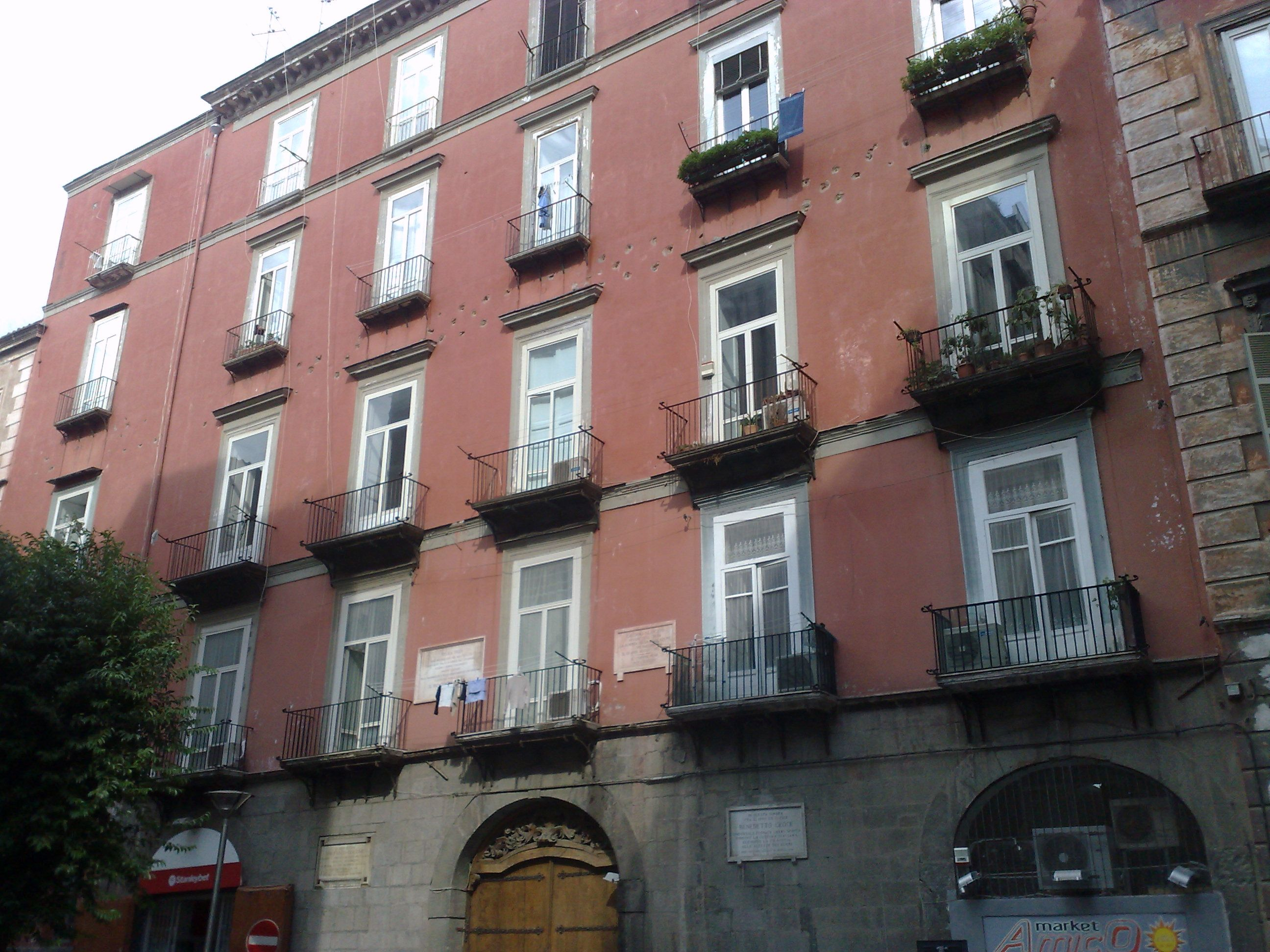
Palazzo Filangieri d’Arianello in Neapel: Fassade

Der Palazzo Filangieri d’Arianello ist ein Palast aus dem 16. Jahrhundert im Viertel San Lorenzo in Neapel in der italienischen Region Kampanien. Er liegt in der Via Atri, 23.

## Geschichte
Der Palast wurde in der ersten Hälfte des 16. Jahrhunderts errichtet, ebenso wie weitere Gebäude an dieser Straße, und war im 17. Jahrhundert von den D’Apontes, Herzögen von Flumeri, bewohnt. Erst in der ersten Hälfte des 18. Jahrhunderts fiel er durch Heirat von Anna d’Aponte (einzige Tochter des letzten männlichen Nachkommen der Familie) mit Giovan Gaetano Filangieri, Prinz von Arianello und Großvater von Gaetano Filangieri, an die Filangieris.
Im 18. Jahrhundert wurde der Palast im Barockstil renoviert; er erhielt einen charakteristischen Innenhof (heute beeinträchtigt durch moderne Veranden), zu dem eine offene Treppe mit drei Rundbögen pro Stockwerk und eine vorspringende Loggia, gestützt durch Konsolen, zeigt. Im dritten Obergeschoss sind Fresken aus dem 18. Jahrhundert mit religiösen Themen erhalten, die vermutlich Serafino Filangieri in Auftrag gegeben hatte, der Erzbischof zuerst in Palermo und dann in Neapel war.
An der Hauptfassade des Palastes sind vier Erinnerungstafeln angebracht, die an vier illustre Gäste in diesem Gebäude erinnern. Gaetano Filangieri hatte Johann Wolfgang Goethe während dessen Aufenthalt in Neapel zu Gast und es wohnten dort Benedetto Croce und der Mathematiker Nicola Trudi.

## Bildergalerie

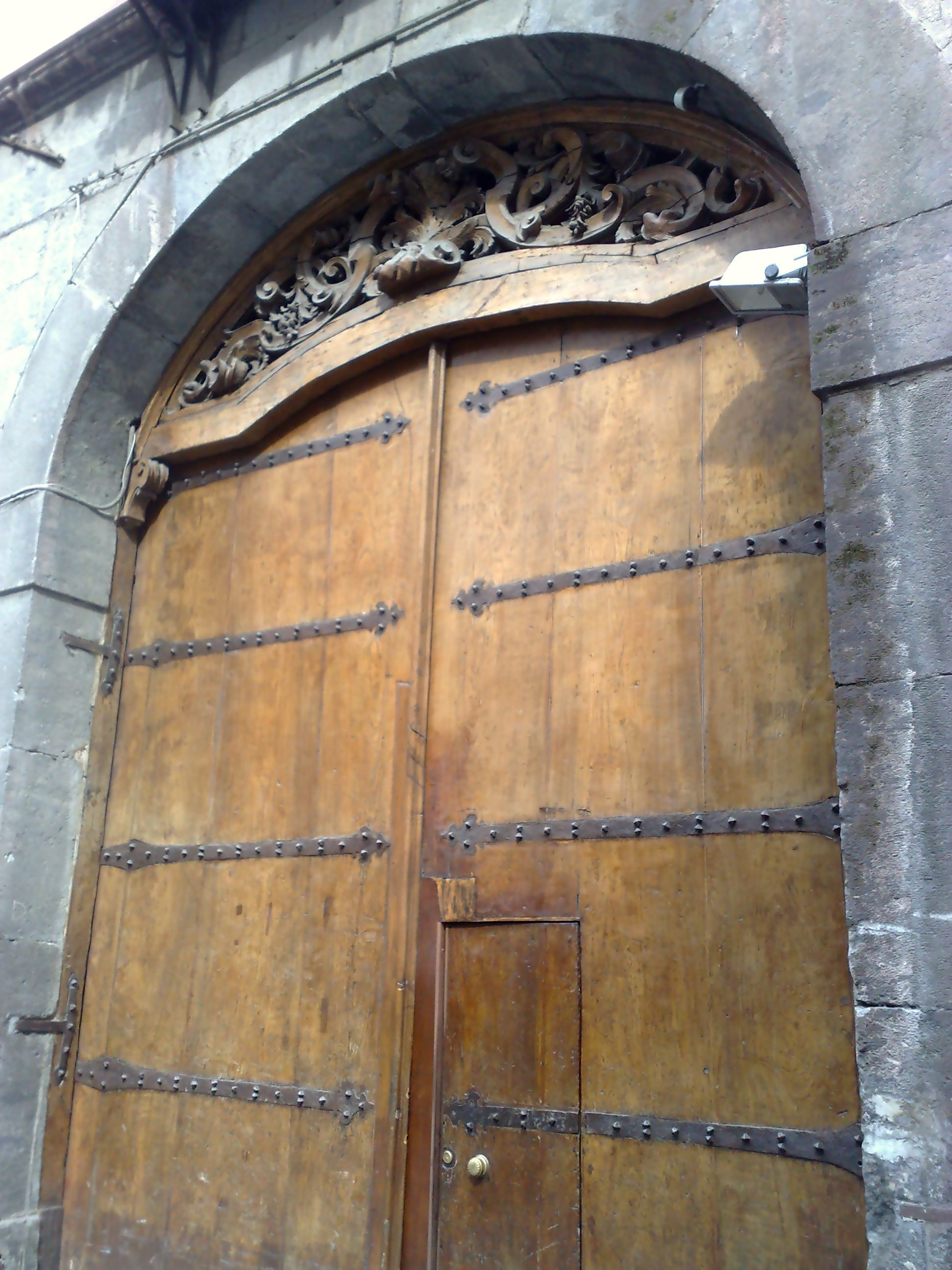
Das Eingangstor
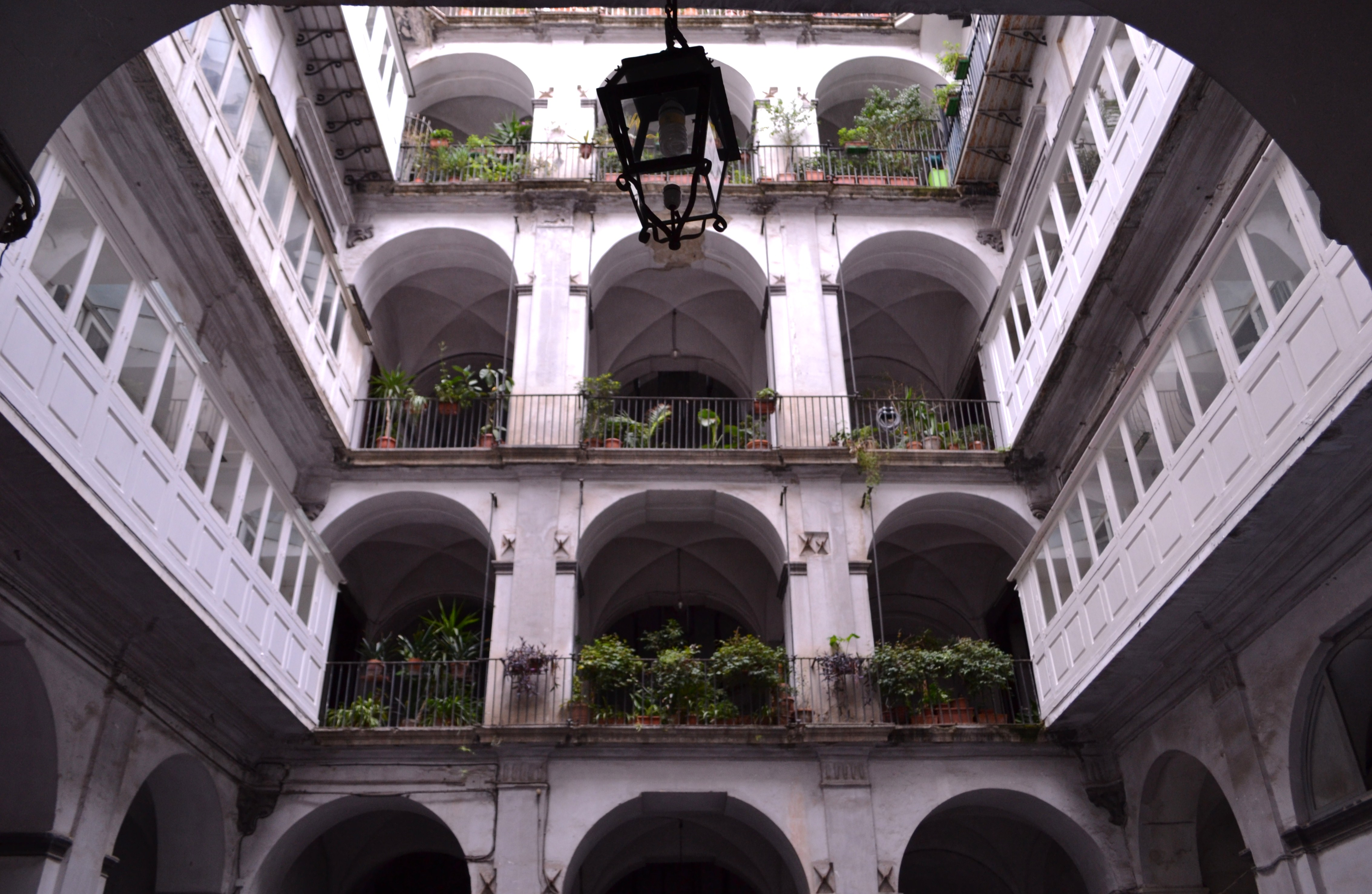
Innenhof mit offener Treppe
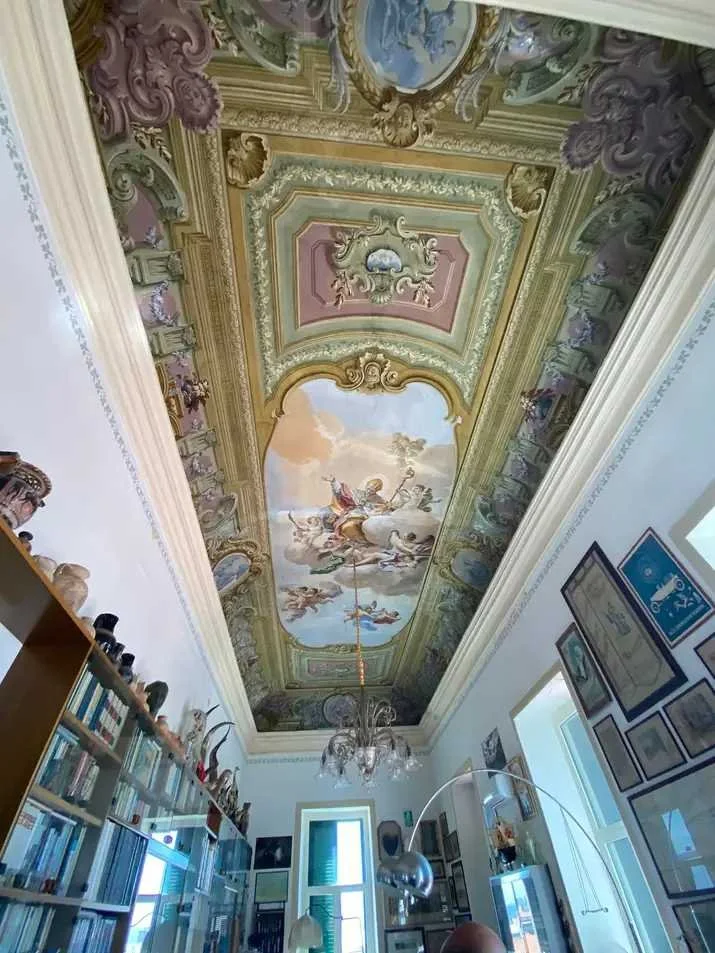
Die ehemalige Galerie mit Gewölbe mit dem Fresko San Gennaro in gloria